# Johann Paul Auer

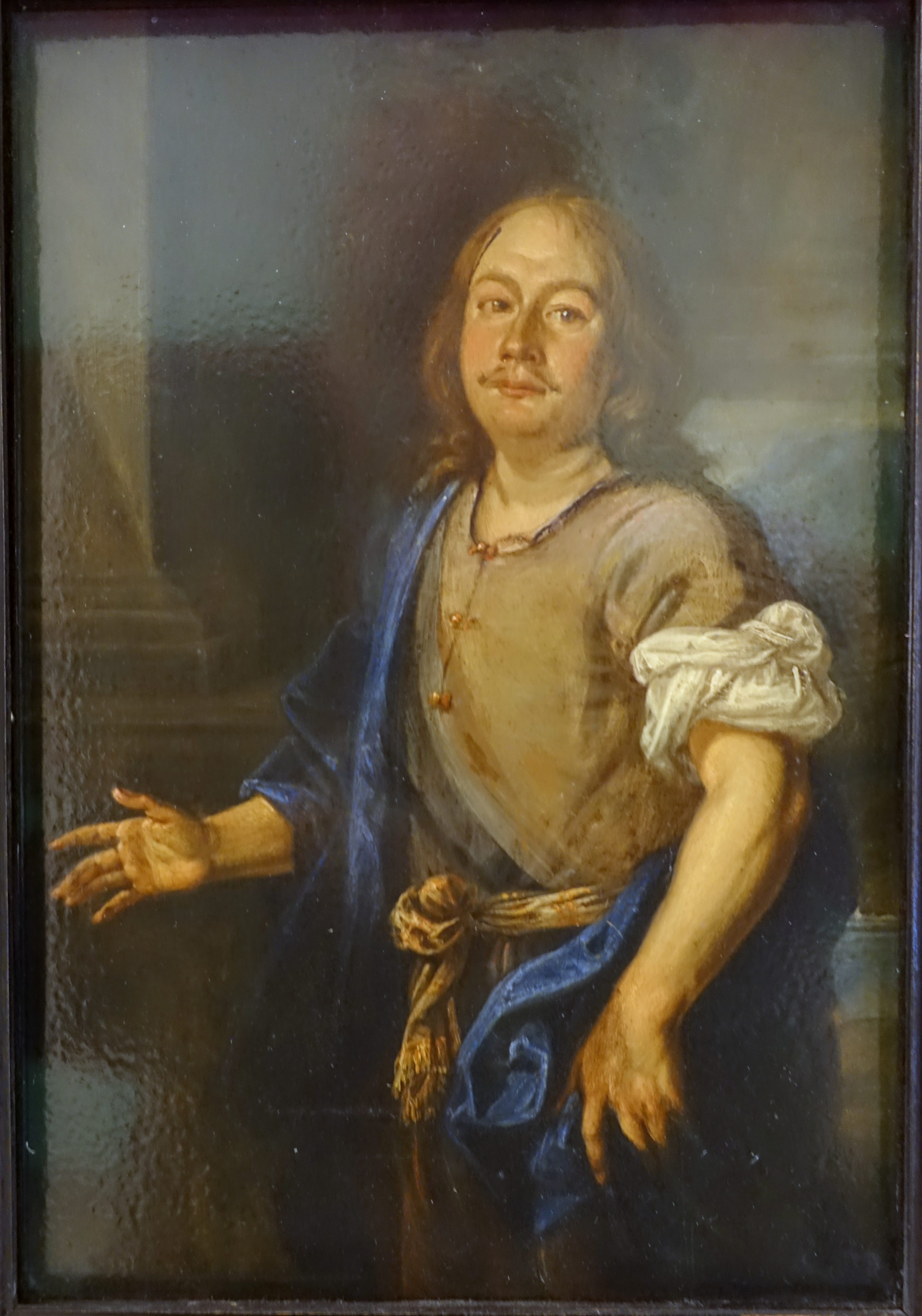
Georg Schweigger (1613-1690), sculpteur, par Johann Paul Auer, 1668, huile sur cuivre - Stadtmuseum Fembohaus

Johann Paul Auer, né le 20 septembre 1636 ou le 20 septembre 1638 à Nuremberg et mort le 16 octobre 1687 dans la même ville, est un peintre allemand.

## Biographie
Johann Paul Auer naît à Nuremberg le 20 septembre 1636 ou le 20 septembre 1638. Il étudie de 1654 à 1658 auprès de Georg Christoph Eimmart à Ratisbonne,,.
En 1660, il se rend à Venise et y reçoit des conseils de Pietro Liberi,. Il se rend ensuite à Rome, où il séjourne quatre ans, puis passe par Turin et Lyon pour se rendre à Paris, et retourne dans sa ville natale en 1670,.
Il épouse la fille de Jacob von Sandrart, Susanna Maria von Sandrart qui exécute des dessins et des gravures de reproduction pour le commerce de son père.
Il peint des tableaux historiques, de paysage et de genre, ainsi que des portraits de nombreux personnages célèbres, pour lesquels il est très célèbre.
Johann Paul Auer meurt le 16 octobre 1687, dans sa ville natale.